# Fissidens loennbergii
Fissidens loennbergii är en bladmossart som beskrevs av Potier de la Varde 1947. Fissidens loennbergii ingår i släktet fickmossor, och familjen Fissidentaceae. Inga underarter finns listade i Catalogue of Life.